# Agnieszka Babicz
Agnieszka Babicz-Stasierowska (ur. 9 sierpnia 1975 w Koszalinie) – polska śpiewaczka i piosenkarka oraz aktorka teatralna, filmowa, estradowa i telewizyjna.

## Życiorys
Od najwcześniejszych lat przejawiała ogromny talent muzyczny i aktorski. Śpiewać zaczęła w szkole podstawowej, zakładając własny zespół. W 1994 r. ukończyła Liceum Samochodowe w Koszalinie (ze specjalnością mechanika pojazdów samochodowych), a w 1998 r. Państwowe Policealne Studium Wokalno-Aktorskie im. Danuty Baduszkowej przy Teatrze Muzycznym w Gdyni. W teatrze tym w latach 1994–1998 pracowała jako adeptka, a od 1998 r. do 2002 r. była z nim związana jako aktorka i śpiewaczka. Współpracuje z nim nadal, choć nie jest już aktorką etatową. W latach 2000–2016 współpracowała z kabaretem Koń Polski, w którym śpiewała jako wokalistka chórku Koniczynki. Ponadto koncertuje jako solowa wokalistka z własnym repertuarem, w którym znajdują się utwory z musicali, standardy jazzowe i piosenki z filmów. Jest obecną wokalistką, pochodzącego z Trójmiasta, bandu – Rama 111.

## Spektakle teatralne
- 1996 – Me and... mój teatr (reż. Jerzy Gruza)
- 1996 – Czarodziej z krainy Oz (reż. Dariusz Miłkowski)
- 1997 – Ojciec-matka (reż. Jarosław Ostaszkiewicz)
- 1997 – Dopóki będzie clown (reż. Ewa Jendrzejewska)
- 1997 – Evita (reż. Maciej Korwin)
- 1997 – Les Misérables jako Fantyna (reż. Jerzy Gruza)
- 1998 – Wichrowe Wzgórza jako Katy (reż. Maciej Korwin)
- 1998 – Teatr cudów jako Krystyna, Juana Castrado (reż. Artur Hofman)
- 1998 – Przed premierą (reż. Adam Hanuszkiewicz)
- 1999 – Bez powodu jako Kasia (reż. Grzegorz Chrapkiewicz) – gościnnie w Agencji Teatralnej Wizja w Gdańsku
- 1999 – Letni koncert do północy (reż. Maciej Korwin)
- 1999 – Jesus Christ Superstar (reż. Maciej Korwin)
- 2000 – Klatka szaleńców (reż. Maciej Korwin)
- 2000 – Raj jako Ewa (reż. Krzysztof Galos) – gośc. w Bałtyckim Teatrze Dramatycznym im. Słowackiego w Koszalinie
- 2001 – Ania z Zielonego Wzgórza jako pani Barry
- 2001 – West Side Story jako Anita (reż. Leszek Czarnota) – gość. w Operze na Zamku w Szczecinie
- 2001 – Atlantis jako Miranda (reż. Maciej Korwin, Jarosław Staniek)
- 2004 – Dracula jako Lorraine (reż. Maciej Korwin, Jarosław Staniek)
- 2007–2008 – Zorba jako Wdowa (reż. Jan Szurmiej)
- 2011 – Słodkie lata 20/30 jako Gwiazda (reż. Jan Szurmiej)
- 2011 – Shrek jako Fiona (reż. Maciej Korwin)
- 2011 – Wędrująca Eurydyka – autorski recital z piosenkami Anny German
- 2016 – Mayday 2 jako Marysia Kowalska (reż. S. Szaciłowski)
- 2022 – Obóz jako matka Hanny i Bogumiły (reż. P. Lewicki)
- 2022 – Wiera jako Wiera Gran (reż. Krzysztof Stasierowski) – autorski monodram muzyczny

## Filmografia
- 2000 – Skarb sekretarza jako Monika (reż. Olaf Lubaszenko)
- 2003 – Marian i Hela jako siostra Irenka
- 2004 – Talki z resztą jako Renata, sekretarka pana Roszki (reż. Filip Zylber)
- 2005 – Lokatorzy jako pielęgniarka (reż. Andrzej Kostenko)
- 2005 – Nie ma takiego numeru jako przedszkolanka (reż. Bartosz Brzeskot)
- 2006 – Faceci do wzięcia jako stewardesa Agnieszka Bednarek (reż. Janusz Kondratiuk)
- 2012 – Na dobre i na złe jako Jadwiga
- 2012–2013 – Na Wspólnej jako Irena

## Dyskografia
Składanki
- 2001 – Piosenki Przeglądów Kabaretów PAKA. Wiwat satyryczny stan (CD, Rotunda)
- 2004 – Piosenki Anny German (CD, wykonawcy: Agnieszka Babicz, Anna Przykuta, Jolanta Chołuj, Patrycja Jopek, Hanna Samson)
- 2013 – Piosenki Anny German (CD, wykonawcy: Agnieszka Babicz, Olga Szomańska, Joanna Moro)
- 2014 – Wędrująca Eurydyka (CD, wykonawcy: Agnieszka Babicz i band Rama 111)
- 2022 – Piosenki Wiery Gran (CD)

## Nagrody
- 1991 – 1. miejsce na Festiwalu Piosenki Ukraińskiej w Sopocie
- 1994 – 2. miejsce na Festiwalu Piosenki Żołnierskiej w Kołobrzegu
- 2002 – Grand Prix na Ogólnopolskim Konkursie na Interpretację Piosenek z Repertuaru Anny German w Zielonej Górze
- 2002 – statuetka „Tańcząca Eurydyka” na Ogólnopolskim Konkursie na Interpretację Piosenek z Repertuaru Anny German w Zielonej Górze
- 2008 – nagroda dla najpopularniejszej aktorki sceny letniej w Orłowie
- 2022 – wyróżnienie za debiut aktorski w monodramie „Wiera” na Festiwalu Debiutów w Monodramie w Koszalinie